# Webformidling
Webformidling er anderledes end traditionel formidling. Internettet er én stor mulighed for interaktion med brugerne, hvor man kan formidle sit ønskede budskab i dialog med brugerne. Formidling via nettet er en tovejskommunikation i modsætning til bøger, der er envejskommunikation, hvor det handler om dialog frem for alt. Internettet er en platform for dialog, og ikke et publiceringsværktøj.
Gode eksempler på webformidling kan udføres er fx:
- Podcast
- Blogs
- Wikipedia

Formidling på websites skal ikke forveksles med markedsføring, men er nærmere en faglig viden, der skal formidles og ikke blot tilgængeliggørelse.